# 朱家宝
朱 家宝（しゅ かほう）は清末民初の政治家。清末は地方官僚をつとめ、中華民国では北京政府の要人となった。字は経田、金田。号は墨龍。

## 事跡
16歳で秀才となり、19歳で挙人となった。1892年（光緒18年）、壬辰科進士となり、翰林院庶吉士を授かる。以後、知県、知府、道台を歴任して、江蘇按察使となる。1906年（光緒32年）、吉林巡撫に昇進した。翌年、安徽巡撫に異動している。
1911年（宣統3年）の辛亥革命において、朱家宝は安徽省咨議局から安徽都督に推戴された。しかし、まもなく兵変が発生して朱は逃亡した。以後、参議院議員、政治会議議員をつとめる。1914年（民国3年）2月、直隷民政長に就任し、さらに署直隷都督となった。5月、民政長が巡按使に改められ、6月、正式に直隷将軍（都督を改称）に就任した。1915年（民国4年）、袁世凱が皇帝即位を図ると、朱はこれを支持し、一等伯に封じられた。
袁世凱死後の1916年（民国5年）7月、朱家宝は、引き続き直隷省省長兼都督として、同省の統治を継続した。1917年（民国6年）7月の張勲復辟に際して、これを支持して、張勲内閣の民政部尚書に任命された。しかし復辟失敗とともに、朱も失脚し、日本へ亡命した。同年10月、帰国して、天津に逃げ込んでいる。
1923年（民国12年）9月5日、天津で病没。享年64。